# Orthriophis
Orthriophis — рід неотруйних змій з родини Полозові (Colubridae). 
Розрізняють 4 види.

## Опис
Загальна довжина представників цього роду коливається від 1,7 до 2 м. За будовою тіло схожі на змій з родів Coluber та Elaphe. Голова коротка, дещо витягнута. Тулуб кремезний. Хвіст досить короткий. Забарвлення світлих кольорів з темних смугами або лініями.

## Спосіб життя
Полюбляють гірські ліси, густу трав'яну рослинність. Ховаються серед палого листя, на деревах. Живляться гризунами, ящірками та птахами.
Це яйцекладні змії. Самиці відкладають до 15 яєць.

## Розповсюдження
Мешкають у Південній, Південно-східній та Східній Азії.

## Види
- Orthriophis cantoris
- Orthriophis hodgsoni
- Orthriophis moellendorffi
- Orthriophis taeniurus — Полоз тонкохвостий